# クラシック (競馬)
競馬におけるクラシックまたはクラシック競走（Classic Races）とは、古くから施行されていた伝統的な競馬の競走を指す言葉である。
日本では、専らイギリスのクラシック競走から派生して、中央競馬のクラシック5競走や各国の3歳三冠を形成する競走を指す言葉として使う。
一方、他の国では「伝統的な競走」「格の高い競走」を“Classic Race”と表現する場合があり、この場合には必ずしも3歳馬の競走を指すとは限らない。

## 概要
「クラシック競走」という言葉はイギリスのサラブレッド競馬の以下の5競走を“British Classics”（イギリスクラシック競走）と呼んだことに由来する。
- 1000ギニー（1814年創設。3歳牝馬限定）
- 2000ギニー（1809年創設。3歳牡馬牝馬限定）
- オークス（1779年創設。3歳牝馬限定）
- ダービー（1780年創設。3歳牡馬牝馬限定）
- セントレジャー（1776年創設。3歳牡馬牝馬限定）

これに習い、日本でもこの5競走に相当する3歳馬のための下記の競走を「クラシック競走」と称するようになった。
- 桜花賞
- 皐月賞
- 優駿牝馬（いわゆる日本のオークス）
- 東京優駿（日本ダービー）
- 菊花賞

これらの競走に出走するための3歳馬の競走体系を「クラシック路線（クラシック戦線、クラシックロード）」などと表現する。

### 3歳馬の「クラシック」競走
主催する国・地域によって若干の違いはあるが、多くのクラシック三冠競走ではイギリスのものと同じく出走条件に「3歳馬限定」という決まりがあり、どの競走馬もクラシック競走に出走する機会は一生に一度だけである。またこれらの競走は種牡馬や繁殖牝馬の価値を高めるための選定競走と位置づけられているものが多く、去勢された騸馬が出走できない場合が多い。またクラシック競走には事前にクラシック登録が義務付けられているものが多く、現代ではその制限は緩和されつつあるが、かつてはその制度がもとでクラシックに出走する機会を得られなかった馬も存在した。
クラシック競走は多くの施行団体において価値のある競走として位置づけられている。近年、競走の価値が多様化すると、1頭の馬があらゆる距離を走破するよりも、得意な距離に専念する傾向が現れた。一部の国では本来3歳限定戦のセントレジャー（に相当する長距離戦）を古馬の出走を可能にするよう条件変更したり、距離の改定が試み、競走の価値を維持しようとしている。

### 「クラシック距離」
日本や、イギリス式の競走体系をとっている国々では、クラシック競走であるダービーステークスの施行距離から派生して、芝12ハロンまたは2400メートルの距離をクラシックディスタンスと呼ぶ。
一方、アメリカでは「クラシックディスタンス」というと、日本の「中距離」に相当する9ハロンから10ハロンの距離を指す。これは、アメリカ国内の「クラシック競走」が専らこの距離で行なわれることに由来する。

## 各国のクラシック

### アイルランド
アイルランドでは、19世紀から20世紀にかけて、イギリス本国のクラシック5競走を模した競走が創設された。とはいえ、アイルランドはもともとイギリスの一部として扱われており、特にイギリスのクラシック競走が大きく発展する時期には、アイルランドは「イギリスの一地方」に過ぎなかった。アイルランドの一流馬はイギリスの一流の競走を目指すのがふつうであり、特にアイルランド独自の「クラシック路線」が特別な地位を獲得するということはなかった。
アイルランド独立後も、競走馬に関してはアイルランドとイギリス、そのほか近隣の主要競馬開催国との間では自由な往来が可能であり、国内のクラシック競走を勝てるような一流馬はアイルランド国内に留まって「クラシック路線」を歩むよりは、他国のより高賞金・高権威の競走をめざす。
1962年にアイルランドダービーに大規模な改編があり、大幅に賞金が増えたことでイギリスやフランスのダービー馬などが集う競走に変貌して大成功した。現在、アイルランドの1000ギニー、2000ギニー、ダービー、オークスは、ヨーロッパ主要国の同等の競走が一段落したあとに行われるようなスケジュールになっており、それぞれ各国のクラシック競走の実績馬が集まるように意図されている。

### 日本

#### 中央競馬
中央競馬のクラシック三冠はイギリスのクラシック競走を模範として形成され、皐月賞・東京優駿（日本ダービー）・菊花賞・桜花賞・優駿牝馬（オークス）の5競走がクラシック競走として創設された。
中央競馬のクラシック三冠競走にはかつては厳重な出走制限があり、クラシック登録のない馬は出走できなかったほか、優秀な内国産の種牡馬・繁殖牝馬を審査・選定するための競走という位置づけもあったため、外国産馬や地方競馬所属馬に対する出走規制（古馬対象の天皇賞も含む）も存在した。現在ではクラシック追加登録制度の創設や、段階的に行われた出走規制撤廃などを経て、せん馬をのぞくほとんどの中央競馬所属馬が出走できるようになった。2010年より、外国調教馬（日本国外からの遠征馬）の出走も可能になった。
当初は牝馬の3冠目（ただし、牝馬は2冠までという考え方もあった）は本家と同様に菊花賞がそれに相当したが、1970年に3歳牝馬限定戦のビクトリアカップが創設され、のちに同じ役割を果たす競走としてエリザベス女王杯、そして秋華賞が創設されると、牝馬三冠の最終戦はこれらに役割が移された。ただし上述の通り2000年まで、牝馬の三冠目以外は外国産馬には開放されていなかったこともあり、この新設された競走がクラシック競走と呼ばれることはなく、現在もクラシックは当初の5競走を指す言葉として使われているが、2001年以後外国産馬が部分的に開放（2010年から外国馬を含め全面開放）されてからは、秋華賞をクラシックとみなす場合もある。クラシック競走についてはゼッケンもほかのGI競走とは区別がされており、日本ダービーは白地に黒文字（一般競走とは異なり金色のステッチ入り）、他の4競走は紺地に黄文字のゼッケンが使用されている。
皐月賞ではなくNHKマイルカップから東京優駿、また菊花賞ではなく天皇賞（秋）に挑戦といった出走可能な競走の選択肢も番組整備により多様化した。

#### 地方競馬
各地方競馬団体においてもそれぞれの地域ごとに、優秀競走馬選定を目的としたクラシック競走は行われており、サラブレッド以外のアングロアラブ競走やばんえい競走においても三冠競走が存在する。現在主流のサラブレッド競馬においては他地区との交流も盛んに行われており、一部のクラシック競走は中央所属の競走馬も出走可能なダートグレード競走である。
近年はこれらの優勝馬と中央競馬のダート路線の優秀な3歳馬を集め、盛岡競馬場のダービーグランプリにおいて全国のダービー馬同士の対決が企画されていた。ダービーグランプリのグレード撤廃後は、同様の役割を大井競馬場のジャパンダートダービーが担っていた。
2024年より3歳ダート三冠が新たに設定される。対象は羽田盃・東京ダービー・ジャパンダートクラシックの3競走となっている。

### アメリカ合衆国・カナダ
アメリカ合衆国では、当初イギリスクラシックを模してウィザーズステークス・ベルモントステークス・ローレンスリアライゼーションステークスをして正式ではないが実質的な三冠競走としており、当時のケンタッキーダービーは地方の中堅レースに過ぎなかった。サーバートンが「史上初のアメリカ三冠馬」となった時もさほど騒がれてはいなかった。その後、ウィザーズステークス・ローレンスリアライゼーションステークスの価値は下落。代わってケンタッキーダービー・プリークネスステークスが人気を集めるようになる。そしてギャラントフォックスが2頭目の「三冠馬」となったことを切っ掛けにケンタッキーダービー・プリークネスステークス・ベルモントステークスが三冠となったのである。
アメリカの牡馬クラシック競走には騸馬の出走が認められており、2012年までにエクスターミネーターなど8頭のケンタッキーダービー馬が誕生している。
それぞれの競走はダートの馬場で行われ、また春季の約1か月間で三冠戦が終わるという非常に短い期間も特徴的である。ダートとしては長丁場のベルモントステークス（12ハロン・約2414メートル）に関しては他国のセントレジャー相当競走と同じくしばしば距離短縮の提言が上げられることもあるが、現在まで条件の変更もなく地位を保ち続けている。
また、牝馬の競走においてクラシック競走と呼ばれていたものにコーチングクラブアメリカンオークスがあるが、クラシックの意味が上記牡馬三冠競走を意味することが多くなった現在においてはあまり使われない表現である。クラシックとは無関係だが三冠路線は存在し、とくにニューヨーク牝馬三冠（エイコーンステークス・コーチングクラブアメリカンオークス・アラバマステークス）は同国最大の牝馬三冠路線として位置づけられている。しかし王道の中距離路線に出走する多くの牝馬にとっては5月のケンタッキーオークスが最大の目標になっており、同競走を絡めた新たな三冠体系の確立の検討も行われている。
カナダでは1949年に三冠設置が提唱されて、キングズプレート・プリンスオブウェールズステークス・ブリーダーズステークスの3競走が三冠競走として位置づけられた。ただしいずれの競走もカナダ国内所属の競走馬のみ出走可能な競走で、かつカナダの競走馬でもアメリカクラシック三冠に挑むこともできるためそれに比べると価値は一枚落ちる。これらの大規模な三冠のほか、競馬場を運営する各団体ごとに三冠競走が設定されている。

### アラブ首長国連邦
- UAE2000ギニー
- アルバスタキヤ
- UAEダービー

### フランス

#### 牡馬
- プール・デッセ・デ・プーラン
- ジョッケクルブ賞
- パリ大賞典[5]

#### 牝馬
- プール・デッセ・デ・プーリッシュ
- ディアヌ賞
- ヴェルメイユ賞 - 古馬も出走可能

### ドイツ

#### 牡馬
- メールミュルヘンスレネン
- ドイチェスダービー
- ドイチェスセントレジャー - 古馬も出走可能

#### 牝馬
- ディアナ賞
- ドイツ1000ギニー

### オーストラリア
- ランドウィックギニーズ
- ローズヒルギニー
- オーストラリアンダービー
- ヴィクトリアダービー
- コーフィールドギニー

このうちランドウィックギニーズ、ローズヒルギニー、オーストラリアンダービーの3レースが「三冠クラシック」とされる。

#### 牝馬
- 1000ギニー
- クラウンオークス
- オーストラリアンオークス

### 香港
- 香港クラシックマイル
- 香港クラシックカップ
- 香港ダービー